# La Mort de Joseph Bara
Pour les articles homonymes, voir La Mort de Bara (homonymie).
La Mort de Joseph Bara est un tableau de Charles Moreau-Vauthier réalisé en 1880 et conservé au musée de Nérac. Peint dans un contexte d'affirmation officielle de la République, il entend montrer un héros de la Révolution française, Joseph Bara, tué par les Vendéens en 1793.

## Quand la Troisième République réactive la mémoire de la Révolution
Le tableau représente Joseph Bara, jeune garçon de l'armée républicaine, tué à 14 ans par des Vendéens à Jallais, au nord de Cholet, le 7 décembre 1793. À la suite d'une lettre envoyée à la Convention par son chef, Jean-Baptiste Desmarres, décrivant cette mort et réclamant une pension pour la mère de Bara, il est érigé en héros et martyr de la Révolution française, principalement, à l'origine, sous l'influence de Robespierre.
En 1880, quand Charles Moreau-Vauthier, compose ce tableau intitulé La Mort de Joseph Bara, il répond à une demande de l'État. En effet, pour enraciner le régime républicain en France, la Troisième République mène une œuvre d'appropriation symbolique de la culture liée à la Révolution. La réactivation de la mémoire de Bara en fait partie. Au début des années 1880, différentes toiles représentant Bara sont réalisées. La mobilisation des artistes s'effectue essentiellement sous l'impulsion d'Edmond Turquet, sous-secrétaire d'Etat aux Beaux-Arts. 

## Un tambour gisant
Dans ce tableau,  Moreau-Vauthier a représenté  Bara mort, étendu sur le sol, emplissant le tableau au milieu d'un décor disparaissant dans des tons sombres.  Contrairement au tableau inachevé de Jacques-Louis David intitulé La Mort du jeune Bara, toute ambiguïté androgyne est évitée : le corps du héros est bien un celui d'un jeune garçon.  
Ici, Bara n'est pas nu, comme dans le tableau de David et dans le tableau que Jean-Jacques Henner peint quelques années après, sobrement intitulé Bara. Le Bara de Charles Moreau-Vauthier est en effet un jeune tambour. Cet élément légendaire a été ajouté au noyau historique assez rapidement. Il porte un uniforme disparate et une cocarde tricolore. 
Par contre, la position du corps du Bara de Moreau-Vauthier se rapproche de celle du Bara de Henner : dans les deux cas, il gît, étendu sur le sol, les bras en croix.  Le tableau ne représente pas exactement ce que son titre indique : ce n'est pas l'homicide de Bara qui est montré, mais son cadavre. Quelques années après, en 1883, Jean-Joseph Weerts peint une Mort de Bara radicalement différente. 

## Œuvres en rapport
- Tableau intitulé La Mort du jeune Bara, de Jacques-Louis David (1794).
- Modèle en plâtre pour une œuvre en marbre, représentant Joseph Bara mourant, directement inspiré du tableau de Jacques-Louis David, réalisé par le sculpteur angevin et militant républicain David d'Angers (1838).
- Tableau intitulé Bara, de Jean-Jacques Henner (vers 1882).
- Tableau intitulé La Mort de Bara, de Jean-Joseph Weerts (1883).